# كارمين سانشيز
كارمين سانشيز (بالإسبانية: Carmen Sánchez)‏ هي مغنية إسبانية، ولدت في 20 أبريل 1899 في مدريد في إسبانيا، وتوفي بنفس المكان في 20 نوفمبر 1985.

## وصلات خارجية
- كارمين سانشيز على موقع IMDb (الإنجليزية)
- كارمين سانشيز على موقع ميوزك برينز (الإنجليزية)
- كارمين سانشيز على موقع قاعدة بيانات الفيلم (الإنجليزية)